# Sergiu Perciun
Sergiu Perciun (Chișinău, 23 aprile 2006) è un calciatore moldavo, centrocampista del Torino, della nazionale moldava under 21 e della nazionale moldava.

## Caratteristiche tecniche
Giocatore dotato di un'ottima tecnica, ricopre il ruolo di trequartista o seconda punta, ma se necessario può adattarsi a giocare in mediana o sulla fascia sinistra. Di piede destro, è bravo a sfruttare gli spazi per creare linee di passaggio o costruirsi opportunità di calciare, grazie alla sua buona qualità di tiro.

## Carriera

### Club
Cresciuto nell’Accademia di Radu Rebeja, nel 2022, all'età di 16 anni, viene acquistato dal Torino, che lo aggrega alle proprie formazioni giovanili. La prima stagione in Italia lo vede distinguersi in positivo fra il campionato U-17, dove segna 6 gol in 18 partite di cui uno nella stracittadina contro la Juventus, e quello U-18, in cui mette a referto 17 presenze e 3 gol. L'anno successivo viene promosso nella Primavera 1 del club granata, pur continuando a giocare per l'U-18. Colleziona 37 gettoni e 7 reti totali, mettendosi prepotentemente in luce. Inizia la stagione 2024-2025 in Primavera, ma le sue buone prestazioni convincono Paolo Vanoli a convocarlo in prima squadra in vista della trasferta contro l'Empoli del 13 dicembre, nella quale non scende in campo.
Intanto prosegue la sua ottima annata con la formazione U-20, con cui segnerà 4 reti in 22 presenze mostrando grandi capacità, che spinge il tecnico a concedergli la panchina nel derby dell'11 gennaio 2025, pur senza giocare. Il 23 aprile successivo, giorno del suo diciannovesimo compleanno, esordisce in maglia granata, rilevando Eljif Elmas al 76º del match contro l'Udinese. In questo incontro il giocatore si fa notare, propiziando la rete del 2-0 di Ali Dembélé, suo compagno di squadra anche nelle giovanili. Diventa così il terzo calciatore moldavo ad esordire in Serie A, preceduto da Artur Ioniță e Vitalie Damașcan, quest'ultimo proprio con il Torino il 14 aprile 2019. Da lì fino alla fine del campionato continua ad essere aggregato alla prima squadra, disputando tutte le quattro partite rimanenti, tutte da subentrato.

### Nazionale
Dopo aver militato nelle nazionali minori, nel maggio 2025 viene convocato per la prima volta in nazionale maggiore, in vista delle gare di giugno, esordendo il 6 del mese stesso nell'amichevole persa per 2-0 in casa della Polonia. Tre giorni dopo esordisce in gare ufficiali disputando da subentrato l'incontro valido per le qualificazioni al Mondiale del 2026 in casa dell'Italia.

## Statistiche

### Presenze e reti nei club
Statistiche aggiornate al 25 maggio 2025.
| Stagione        | Squadra         | Campionato      | Campionato | Campionato | Coppe nazionali | Coppe nazionali | Coppe nazionali | Coppe continentali | Coppe continentali | Coppe continentali | Altre coppe | Altre coppe | Altre coppe | Totale | Totale | Totale |
| Stagione        | Squadra         | Comp            | Pres       | Reti       | Comp            | Pres            | Reti            | Comp               | Pres               | Reti               | Comp        | Pres        | Reti        | Pres   | Reti   |        |
| --------------- | --------------- | --------------- | ---------- | ---------- | --------------- | --------------- | --------------- | ------------------ | ------------------ | ------------------ | ----------- | ----------- | ----------- | ------ | ------ | ------ |
| 2024-2025       | Torino          | A               | 5          | 0          | CI              | 0               | 0               | -                  | -                  | -                  | -           | -           | -           | 5      | 0      |        |
| Totale carriera | Totale carriera | Totale carriera | 5          | 0          |                 | 0               | 0               |                    | -                  | -                  |             | -           | -           | 5      | 0      |        |

### Cronologia presenze e reti in nazionale
| Cronologia completa delle presenze e delle reti in nazionale ― Moldavia | Cronologia completa delle presenze e delle reti in nazionale ― Moldavia | Cronologia completa delle presenze e delle reti in nazionale ― Moldavia | Cronologia completa delle presenze e delle reti in nazionale ― Moldavia | Cronologia completa delle presenze e delle reti in nazionale ― Moldavia | Cronologia completa delle presenze e delle reti in nazionale ― Moldavia | Cronologia completa delle presenze e delle reti in nazionale ― Moldavia | Cronologia completa delle presenze e delle reti in nazionale ― Moldavia |
| Data                                                                    | Città                                                                   | In casa                                                                 | Risultato                                                               | Ospiti                                                                  | Competizione                                                            | Reti                                                                    | Note                                                                    |
| ----------------------------------------------------------------------- | ----------------------------------------------------------------------- | ----------------------------------------------------------------------- | ----------------------------------------------------------------------- | ----------------------------------------------------------------------- | ----------------------------------------------------------------------- | ----------------------------------------------------------------------- | ----------------------------------------------------------------------- |
| 6-6-2025                                                                | Varsavia                                                                | Polonia                                                                 | 2 – 0                                                                   | Moldavia                                                                | Amichevole                                                              | -                                                                       | 78’                                                                     |
| 9-6-2025                                                                | Reggio Emilia                                                           | Italia                                                                  | 2 – 0                                                                   | Moldavia                                                                | Qual. Mondiali 2026                                                     | -                                                                       | 66’                                                                     |
| Totale                                                                  |                                                                         | Presenze                                                                | 2                                                                       |                                                                         | Reti                                                                    | 0                                                                       |                                                                         |